# محمد نوری‌زاد
محمّد نوری‌زاد (زادهٔ ۱۹ آذر ۱۳۳۱) کارگردان، فیلم‌نامه‌نویس، روزنامه‌نگار و فعّال سیاسی ایرانی است. وی که در دوران جوانی برای ادامه‌ی تحصیل در رشته‌ی مهندسی برق به موسسه‌ی فنّاوری جورجیا در کشور آمریکا رفته بود، پس از انقلاب ۱۳۵۷ درس خود را نیمه‌تمام گذاشت و به ایران بازگشت. او از آذر ۱۳۹۸ در زندان اوین به‌سر می‌برد.

## زندگی
نوری زاد در سال ۱۳۳۱ در روستای یوسف‌آباد صیرفی واقع در شهرستان شهریار متولد شد. او فارغ‌التحصیل رشته مهندسی برق از دانشگاه علم و صنعت است.
او پس از انقلاب کارش را با جهاد سازندگی شروع کرد. آشنایی با مرتضی آوینی در سال ۱۳۵۹ او را به سینما کشاند و مدتی در مجموعه روایت فتح با آوینی همکار بود. نوری‌زاد سابقه مدیریت گروه مناسبت‌های ویژه تلویزیون را در کارنامه خود دارد. او دارای مدرک درجه یک هنری معادل دکترا در رشته کارگردانی است. از دیگر فعالیت‌های نوری زاد می‌توان به تألیف کتاب، نقد آثار ادبی، نگارش فیلم‌نامه و تولید آثار داستانی اشاره کرد.
در ۱۳ بهمن ۱۳۹۸ محمد نوری‌زاد به ۱۵ سال زندان به جرم امضاء نامه سرگشاده به همراه ۱۴ فعال مدنی و سیاسی که در آن خواستار استعفای سید علی خامنه‌ای از رهبری شده بودند، محکوم شد.

## مواضع سیاسی

### پیش ازانتخابات ریاست جمهوری ۱۳۸۸
نوری زاد در مطلبی با عنوان مناظره دو زندانی که در سال ۱۳۷۹ در کیهان به چاپ رسید ضمن تقدیر از محمدرضا نقدی به عبدالله نوری تاخت. این دو مقام سیاسی از دو جناح مختلف محکوم به زندان شده بودند. در مطلبی دیگر که در سال ۷۹ در کیهان به چاپ رسید نوری زاد محمدتقی مصباح یزدی را چراغ راه خطاب کرده بود و از او در برابر توهین‌ها حمایت کرده بود.
نوری زاد در مطلبی دیگر در سال ۸۷ به ناصر مکارم شیرازی به شدت اعتراض می‌کند و ضمن متهم کردن او به بحران‌سازی بابت درخواست برکناری اسفندیار رحیم مشایی، به مکارم شیرازی پیشنهاد می‌کند تا به جای دخالت در کارهایی که به حوزه‌های دیگر مربوط است میلیاردها وجه مقلدینشان را به حساب دفتر رهبر واریز کند و دیگر مراجع را نیز به این کار دعوت کند تا دست رهبر در کارهای بزرگ پیش رو بازتر شود.
در مورد همکاری با کیهان وی می‌گوید که هیچ‌گاه کارمند کیهان نبوده است. بلکه مطالبش را برای روزنامه‌های مختلف از جمله ایران، همشهری و کیهان فکس می‌کرده است؛ و از این میان فقط کیهان مطالبش را چاپ می‌کرده است. به علاوه انتقادات صریح او قبل از انتخابات ۱۳۸۸ هم بعضاً باعث دردسرهایی همچون از دست دادن منصب او در تلویزیون می‌شد.
او بعد از انتخابات سال ۸۸ در همراهی با فرزندش علی نوری زاد — که در اعتراض به نتایج انتخابات سال ۸۸ مشارکت داشت — به صف منتقدان پیوست و انتقاد خود را در قالب نامه‌های سرگشاده خطاب به خامنه‌ای منتشر کرد.

### نامه‌های سرگشاده به علی خامنه‌ای
سه نامهٔ نخست نوری‌زاد به علی خامنه‌ای پیش از دستگیری وی منتشر شد. وی در این نامه‌ها از خامنه‌ای که با عنوان «پدر» از وی یاد می‌کرد، خواسته بود تا تغییری در سیاست‌های خود در نحوه برخورد با معترضان ایجاد کند؛ «حوادث بعد از انتخابات، همه معادلات فکری و انسانی ما را بهم زد. رفتاری که تحت امر حضرتعالی با مردم شد، رفتار هم‌شأن و هم‌طراز زحمت و فهم و همراهی مردم نبود. مردم اگر انتظار داشتند این رفتار را از مأموران خودسر نظام ببینند، در عوض، انتظار این را هم داشتند که رهبرشان، بلافاصله به رسم علی علی‌های مکررش، همچون علی به مددشان بیاید و دادشان بستاند نه این که مرتب روح و رفتار وحشیانه مأموران را تأیید کند و به مردم معترض خودش، همسنگ اغتشاشگران و براندازان نگاه کند» و از پیوستن مردم به صف دشمنان نظام جلوگیری کند؛ «اگر سخنان شما پیش از این، نگران دشمن بود، در نماز جمعه همین هفته گذشته، دیدیم که سخنان شما نگران رفتار بخشی از مردم، بله: مردم است؛ و این همان دستاوردی است که در این سی سالگی انقلاب، ما بدان دست یافته‌ایم؛ یعنی سابقاً ما برای دشمن خط و نشان می‌کشیدیم، حالا کارمان به جایی رسیده است که باید برای بخشی از مردم خودمان خط و نشان بکشیم.» در تعریف دوستان و دشمنان خود تجدیدنظر کند و به‌جای آنکه افرادی چون حداد عادل، سعید مرتضوی، حسین شریعتمداری، صادق محصولی، محمد جواد لاریجانی و محمد حسین صفار هرندی را قدر بداند و بر صدر نشاند؛ که به گفتهٔ او بزرگ‌ترین زخم‌ها را به حکومت می‌زنند: «متأسفانه هر روز که می‌گذرد، از پس و پیش رفتار اینان که بسیار نیز صادقانه صورت می‌پذیرد، فتنه‌های درشت و ریز سامان می‌گیرد و به پروپای نظام می‌پیچد. این دوستان، نشانه دیگری نیز دارند؛ و آن این که: مطلقاً از تماشای فلاکت مردمان خود، گزشی در خود احساس نمی‌کنند؛ مثلاً از دقیق‌ترین آمار میزان اعتیاد جوانان کشورشان مطلع‌اند اما دانستن این آمار برای اینان با ندانستنش یکی است.» به منتقدان دلسوز خود توجه کند؛ و برای چاره‌جویی از آن‌ها کمک خواهد.
او میرحسین موسوی، محمد خاتمی و مهدی کروبی را بهترین دوستان او لقب داده بود که «برای نظام و برای شخص شما و برای شخص شما و برای شخص شما و برای شخص شما، آنهم در بحرانی‌ترین روزهای عمر انقلاب، یک گشتی در کل کشورمان زدند و میلیون‌ها ایرانی رمیده و پشت کرده به نظام و حتی معاندین داخلی و خارجی را در شورانگیزترین وجه ممکن، به پای رکاب شما بازآوردند.» و از او می‌خواست تا دست از حمایت از احمدی‌نژاد بردارد؛ «شما به خاطر آقای احمدی‌نژاد، مراجع را از دست دادید. بخش وسیعی از مردم و نخبگان کشور را از دست دادید. به خاطر او، دوستی ملت‌های دیگر را از دست دادید؛ و این همان موجی است که در سراسر کشور، به سمت فراگیری می‌خزد. این موج، شما را با آقای احمدی‌نژاد تنها خواهد گذارد.» و برای نجات کشور از بحران «شخصاً عمامه از سر بگیرید و پای‌برهنه و ژولیده‌موی، همچون پدران بزرگوارتان، برای رونق مجدد دین خدا، نهضتی به اسم آشتی ملی به راه اندازید.»
وی پس از دستگیری و صدور حکم زندان و شلاق نیز نامهٔ چهارم خود را نوشت. وی در این نامه نوشته بود: «شصت و هشت روز از این مدت را در زندان انفرادی به سر برده‌ام. توسط بازجوهای خود مورد اهانت و ضرب و شتم قرار گرفته‌ام. در همه این احوال، از جنابعالی به عنوان رهبری فهیم و آگاه اسم برده‌ام.» و از رهبر گله کرده بود که چرا مثل موسوی و کروبی و خاتمی به عیادت خانواده‌اش نرفته و قدر حمایت‌های گذشته او از رهبری را ندانسته است: «فلانی -نوری‌زاد- درست در روزهای بحرانی، با برنامه‌های تلویزیونی‌اش، با نوشته‌هایش، برای منِ رهبر که در معرض تهاجمات طوفانی این و آن قرار گرفته بودم، به میان آمد و از من سخت جانبداری کرد. امروز او در زندان است؛ به خاطر انتقاد از من! او باید در زندان ادب شود. همسر و فرزندانش توسط بازجوهای بی‌سواد و بی‌ادب و تندخو به ناسزا گرفته شوند و خود او به تلخ‌ترین شکل ممکن به ورطه تهدید و تحقیر و ضرب و شتم درافتد. اما این دلیل نمی‌شود که منِ رهبر قدر زحمت‌های پیشین او را ندانم و به خانواده‌اش سر نزنم.» وی در این نامه با هشدار بر اینکه او پشتیبانی مردم را به کلی از دست داده، نوشت: «شما امروز رهبر کدام مردمید؟ من مردم فراوانی برای شما نمی‌بینم. رهبری، آن هم بر حداقل مردم، که غرورآفرین نیست. مبادا من و شما را ازدحام مردمی که به استقبال یک مسئول یا خود جنابعالی می‌آیند، بفریبد. شما اگر به دیگر افراد مشهور هم اجازه سخنرانی و حضور در کشورتان بدهید، غوغای مردمان ما فزونی خواهد گرفت.» و جامعه در آستانه یک انفجار بزرگ است و آرامش آن فقط ناشی از ضرب و زور اسلحه «اگر باور ندارید به یک آزمون خیالی تن در دهید. به دو کشور ایران و مثلاً سوئد یا کانادا یا حتی مالزی اعلام می‌کنیم که مردم این دو کشور، یک روز، فقط یک روز پلیس و بسیج و اسلحه‌ای بر سر نخواهند داشت و آزادند که هرچه می‌خواهند انجام دهند. فقط طی یک روز. تصور می‌کنید در پایان این یک روز؛ کشور ما و شما چگونه خواهد بود؟ و کشورهای دیگر چطور؟» اعلام کرده بود که هنوز خود را دوست وی می‌داند و به چاره‌اندیشی او برای نجات کشور امید بسته است: «دوستان خوب شما، فراتر از شما و در صنفی که انگ دشمن بر پیشانی آحادش خورده است، غم شما را می‌خورند و مضطربانه علاقه‌مند درخششِ نابِ شما در این روزهای پایانی آزمون الهی‌اند».
روز ۹ خرداد ۱۳۸۹ پنجمین نامه او به علی خامنه‌ای در چند وب‌سایت منتشر شد. او در آستانه برگزاری نماز جمعه ۱۴ خردادماه توسط خامنه‌ای، به او هشدار داد «مواظب فتنه‌های واقعی» باشد.
وی همچنین در ۲۰ مرداد ماه ۱۳۸۹ نامهٔ دیگری را که خود از آن به عنوان آخرین نامه به خامنه‌ای یاد می‌کند در وبگاه خود منتشر کرد. در این نامه محمد نوری زاد با ذکر نزدیک بودن مرگ خامنه‌ای از مجموعه شکایات مردم ایران که در قیامت از او خواهد شد نوشت. همچنین از او درخواست کرده که در این واپسین روزهای باقی‌مانده عمر خود دست به تصحیح امور زند و به عنوان شروع همه زندانیان سیاسی را آزاد کند. وی در پایان‌نامه خویش یادآور شده بود که «این آخرین نوشته‌ای است که مستقیم، رو به شما می‌نویسم؛ و خود به عاقبت تلخ آن واقفم. چرا که مأموران و قاضیان گوش به فرمان ما، در کار خود استادند. آنان نیک می‌دانند چگونه یک معترض و منتقد را با شکنجه و فحش‌های ناموسی به تنگنای روحی و روانی دراندازند. من همهٔ این ابتلائات آتی را به جان می‌پذیرم تا صدای سخن خود را به گوش حضرت شما برسانم.»
پیرو این نامه، وی در تاریخ ۲۷ مرداد ۱۳۸۹ به زندان اوین فراخوانده شد.

### بازداشت
نوری‌زاد در ۲۹ آذر ۱۳۸۸ پس از مراجعه به دادسرا در پی احضار تلفنی، به اتهام توهین به مسئولان و تبلیغ علیه نظام بازداشت شد. در حکم دادگاه بدوی به سرپرستی قاضی پیرعباسی، قاضی شعبه ۲۶ دادگاه انقلاب، آمده است که او به اتهام «فعالیت تبلیغی علیه نظام و تخریب چهره سی ساله نظام» به یک سال حبس تعزیری، به اتهام توهین به رهبری به دو سال حبس تعزیری، به اتهام توهین به صادق لاریجانی، رئیس قوه قضائیه، به ۹۱ روز حبس تعزیری، به اتهام توهین به محمود احمدی‌نژاد، رئیس‌جمهور، به ۹۱ روز حبس تعزیری و به اتهام توهین به سید احمد علم‌الهدی، امام جمعه مشهد به تحمل ۵۰ ضربه شلاق محکوم شد. او در آخرین یادداشت وبلاگ شخصی‌اش از رئیس قوه قضاییه انتقاد کرده بود. او بعد از صد و نود روز حبس و هفتاد روز انفرادی به قید وثیقه به مرخصی آمد.

### احضار خانواده به دادسرا
فاطمه ملکی همسر، و فرزندان نوری‌زاد در بیستم بهمن ۱۳۸۸ به دادسرای انقلاب اسلامی مستقر در زندان اوین احضار شدند. به عقیده برخی فعالان حقوق بشر، این احضار به دلیل انتشار نامه سرگشاده همسر نوری‌زاد خطاب به مردم ایران بوده است.
دادستان تهران در برابر درخواست فاطمه ملکی همسر نوری‌زاد برای تعیین وضعیت وی گفته است:
تا زمانی که افکار وی مهار نشود هیچ درخواستی پذیرفته نیست.
خانواده نوری زاد در ۱۱ خرداد ۱۳۸۹ در نامه‌ای سر گشاده به دادستان تهران، با اعتراض به عملی نشدن وعده دادستان مبنی بر آزادی محمد نوری زاد نوشتند:
«آیا حق داریم شاکی پنج‌نفری باشیم که به طرز وحشیانه به همسرم حمله کرده و بعد از صد و پنجاه روز روزه‌داری، روزه او را به افطار ضرب و شتم گشودند؟ و آیا حق داریم بگوییم که اعتماد ما از شما و دستگاه قضایی سلب شده و هیچ‌گونه اطمینانی به قول‌های شما نداریم؟»

### نامه سینماگران در حمایت از وی
در نخستین روزهای سال ۱۳۸۹ بیش از چهل نفر از سینماگران و نویسندگان ایرانی در نامه‌ای سرگشاده خواهان آزادی نوری‌زاد و جعفر پناهی شدند. برخی از امضا کنندگان این نامه عبارتند از: بهرام بیضایی، کیومرث پوراحمد، بابک احمدی، فاطمه معتمدآریا، مسعود کیمیایی، کامران شیردل، خشایار دیهیمی، ناصر تقوایی و شهلا لاهیجی.

### اعتصاب غذا در زندان اوین
گفته می‌شود روز سه شنبه ۲۸ اردیبهشت ۱۳۸۹ محمد نوری زاد را به بهانهٔ هواخوری از سلول خارج کرده‌اند و سپس ۵ نفر از عوامل امنیتی اوین بر سر وی ریخته و به قصد کشت او را کتک زده‌اند.
به‌طوری‌که ضربه شدیدی که به سر او وارد آمده است توسط پزشک زندان ضربه مغزی تشخیص داده شده است. بر اثر این ضربه بینایی وی مختل شد.
نوری زاد بعد از این عمل مأموران زندان اوین به اعتصاب کامل آب و غذا دست زد.
نوری زاد در یادداشتی، از زندان اوین با عنوان «کهریزک دوم» یاد کرد و نوشت، بازجوهای وزارت اطلاعات او را در زندان کتک زده و به او و خانواده‌اش فحاشی کرده‌اند و در پی اعتراض وی به وضعیت نامناسب بند ۲۰۹ اوین، پنج نفر از مأموران زندان به او حمله و به سر، دو کتف و بینایی او آسیب وارد کرده‌اند.
او نوشت، دادستان تهران به او پیشنهاد داده است درخواست عفوی را خطاب به خامنه‌ای، بنویسد، ولی او این درخواست را رد کرده است.

### نامه به حسن خمینی
نوری‌زاد با نوشتن نامه‌ای از زندان اوین به حسن خمینی به بی‌حرمتی و قطع سخنرانی او نامه‌ای دلجویانه نوشت که این «بی‌تربیتی‌ها» را محصول فریب مردم در «معامله» «آری» برای جمهوری اسلامی دانست و دستاوردها و عملکرد مسئولان را بعد از انقلاب «غش» در «معامله بزرگ» خواند و به سخنرانی خامنه‌ای خرده گرفت و قیاس خود را با علی و دیگران را با طلحه و زبیر اشتباه خواند و عملکرد و سخنرانی خامنه‌ای را سبب شعله‌ور شدن اطرافیان رئیس‌جمهور «بی‌تعادل» دانست.

### نامه‌های پس از آزادی
پس از آزادی یا مرخصی نوری زاد، وی باز هم تعدادی نامه خطاب به رهبر جمهوری اسلامی ایران منتشر کرد. در نزدیکی روز مرد در ایران، او نامهٔ متفاوت با قبل و این‌بار خطاب به علی بن ابی‌طالب نگاشت که به کنایه به رفتار رهبر جمهوری اسلامی می‌پرداخت.

### نامه سی‌ام به علی خامنه‌ای
سی امین نامه نوری زاد به علی خامنه‌ای در روز جمعه ۱۱ بهمن که در وب‌سایت شخصی‌اش منتشر کرده با انتقاد شدید از عملکرد سید علی خامنه‌ای در مقام رهبری جمهوری اسلامی، از او خواسته است تا با امضای یک «قرارداد»، از مقام رهبری در ایران کناره‌گیری کرده و «عرصه را برای انتخاب همه‌جانبه مردم» باز کند.
او وعده داده است که تنها در صورت انجام چنین کاری است که مردم ایران آقای خامنه‌ای را «به درون پرمهر خود راه می‌دهند و بر همان تختی می‌نشانند که ملات پایه‌هایش از محبت و مهر است».

### مخالفت نوری زاد با انتشار مصاحبه خود
محمد نوری زاد مصاحبه‌ای با حسین دهباشی در قالب پروژهٔ تاریخ شفاهی داشته که به علت درخواست نوری زاد برای حذف بخش‌های زیادی از این مصاحبه، دهباشی از انتشار آن خودداری کرد.

### مخالفت با نظام جمهوری اسلامی
او از جمله ۱۵ فعال سیاسی و مدنی بود که در بهمن ۱۳۹۶ با تأکید بر «اصلاح‌ناپذیری» نظام جمهوری اسلامی ایران خواستار برگزاری همه‌پرسی تحت نظارت سازمان ملل متحد برای «گذار مسالمت‌آمیز» از حکومت فعلی «به یک دموکراسی سکولار پارلمانی» شد.

## بازداشت مجدد

### بازداشت در شیراز ۱۳۹۳
بهار سال ۱۳۹۳ محمد نوری‌زاد پس از خروج از آرامگاه حافظیه توسط مأموران بازداشت شد. پوریا نوری، عکاس سینما و دیگر همراه او ساعاتی بعد آزاد شدند و محمد نوری زاد هم مدتی بعد آزاد و به تهران بازگردانده شد.
نوری‌زاد قصد داشت پیش از دستگیری در شیراز با مادر فرشید یداللهی، امید بهروزی و کسری نوری که از افراد دستگیر شده در پرونده دراویش گنابادی هستند دیدار کند.

### بازداشت در تهران ۱۳۹۸
محمد نوری‌زاد روز چهارشنبه ۱۹ تیر ۱۳۹۸ پس از احضار به دادسرای اوین و تفهیم اتهام و تعیین قرار، بازداشت شد. او با تعیین قرار وثیقه ۱۰۰ میلیون تومانی به زندان اوین منتقل شد.

### بازداشت در ارتباط با بیانیه ۱۴ امضایی
محمد نوری‌زاد که سابقهٔ بارها بازداشت را دارد، پس از امضای بیانیه «چهارده فعال سیاسی و مدنی برای گذار از جمهوری اسلامی و استعفای خامنه‌ای» که در خرداد ۱۳۹۸ منتشر شد در جریان سفر به مشهد برای همراهی یکی از فعالان سیاسی این شهر برای حضور در دادگاه تجدیدنظر در ۲۰ مرداد به همراه تعداد دیگری از امضاکنندگان بیانیهٔ درخواست استعفای خامنه‌ای، بازداشت شد. او از زمان بازداشت به همراه دیگر بازداشت شدگان، در بازداشتگاه اطلاعات مشهد تحت بازداشت موقت قرار گرفت و پرونده وی با ۹ اتهام به دادگاه انقلاب مشهد ارجاع شد.

### اعتصاب غذا
نوری‌زاد در اعتراض به عدم رسیدگی به وضعیت پرونده و بلاتکلیفی‌اش، دست به اعتصاب غذا و دارو زد. او در طول اعتصاب غذا چندین بار بیهوش شده و به دلیل وخامت حال و افت شدید فشار خون، ۲ بار به بیمارستان منتقل شد.
۲۲ دی ۱۳۹۸ فاطمه ملکی، همسر محمد نوری‌زاد، با انتشار یک فایل صوتی از وخیم بودن حال همسرش بر اثر اعتصاب غذا خبر داد. او در این فایل صوتی گفت که همسرش را در زندان مشهد ملاقات کرده و به او اصرار کرده تا اعتصابش را بشکند، ولی وی مخالفت کرده و گفته است: «من جنازه‌ام را بر سر این‌ها می‌کوبم.»
همسر محمد نوری‌زاد در این فایل صوتی تهدید کرد که اگر همسرش تا دو روز دیگر آزاد نشود، خودش و فرزندانش تحصن خواهند کرد. فاطمه ملکی، همسر محمد نوری‌زاد و همسر هاشم خواستار، صبح روز چهارشنبه ۲۵ دی ۱۳۹۸ مقابل دادگاه انقلاب مشهد دست به تحصن زده بودند که ساعتی بعد توسط مأموران امنیتی بازداشت شدند.

## محکومیت قضایی
در ۱۳ بهمن ۱۳۹۸ محمد نوری‌زاد به ۱۵ سال زندان، سه سال تبعید به ایذه و سه سال ممنوعیت خروج از کشور به جرم امضاء نامه سرگشاده به همراه ۱۴ فعال مدنی و سیاسی که در آن خواستار استعفای سید علی خامنه‌ای از رهبری و تغییر در پایه‌های قانون اساسی شده بودند، محکوم شد.

### تصمیم به خودکشی
نوری‌زاد ۱۸ اسفند ۱۳۹۹، با نوشتن نامه‌ای خطاب به وزارت اطلاعات و سپاه پاسداران گفت در اعتراض به زندانی شدن و بی‌اعتنایی به وضعیت سلامتش تصمیم دارد دست به خودکشی بزند. او در بخشی از این نامه که از زندان منتشر کرد، نوشت: «هر روز یک زخم تازه بر زخم‌های پیشین خود خواهم افزود و خود به دست گریبان مرگ پیش خواهم کشید.» او در ابتدای نامه‌اش به عدم رسیدگی به نقش علی خامنه‌ای و حسین سلامی در پرونده شلیک به هواپیمای اوکراینی اشاره کرده و به محکومیت پسرش به سه سال و نیم زندان به خاطر اعتراض به این موضوع اعتراض کرده است. وی دلیل بازداشت خود را «گفتن حقایق جاری در نظام هردنبیل جمهوری اسلامی و در اعتراض به دزدی‌ها و جنایت‌هایش» عنوان کرده است. نوری‌زاد در ادامهٔ نوشتهٔ خود، به بیماری قلبی و همچنین خطرناک بودن زندان بر اساس توصیه پزشکان اشاره کرده است.

### بازداشت و زندان فرزند
در ۲۴ مرداد ۱۳۹۹ حکم ۳ سال و شش ماه زندان به علی نوری‌زاد فرزند محمد نوری‌زاد به اتهام «شرکت در تجمعات دی ماه ۱۳۹۸ در اعتراض به ساقط شدن هواپیمای مسافربری اوکراینی»، «فعالیت تبلیغی علیه نظام» و «توهین به رهبری» ابلاغ شد.

## واکنش‌ها
در ۱۰ اردیبهشت ۱۴۰۰، عفو بین‌الملل با انتشار بیانیه‌ای خواستار آزادی فوری نوری‌زاد شد و نوشت: «مقامات ایران به طرز بی‌رحمانه‌ای جان این فیلمساز ۶۸ ساله و از مخالفان سیاسی حکومت را به بازی گرفته‌اند، به این نحو که وی را از مراقبت‌های پزشکی لازم برای بیماری قلبی‌اش که توسط چندین پزشک، خطرناک تشخیص داده شده، محروم کرده‌اند.»

### افشای تصاویر دوربین‌ها
در ۲ شهریور ۱۴۰۰ تصاویری از دوربین‌های زندان اوین توسط گروه عدالت علی منتشر شد که در آن وی را با صورت خونی نشان می‌داد. سپس وی پس از بازگشت از مرخصی به زندان باز هم مورد ضرب و جرح قرار گرفت.

## آثار

### فیلم سینمایی[۴۳]
- پرچم‌های قلعه کاوه (۱۳۸۶) - کارگردان و فیلم‌نامه‌نویس
- سرزمین جنوبی من (۱۳۸۶) - کارگردان و فیلم‌نامه‌نویس
- شاهزاده ایرانی (۱۳۸۴) - کارگردان و فیلم‌نامه‌نویس
- انتظار (۱۳۷۹) - کارگردان و فیلم‌نامه‌نویس
- گل‌ها و گلوله‌ها (۱۳۷۰) - فیلم‌نامه‌نویس
- دریا برای تو (۱۳۶۹) - فیلم‌نامه‌نویس
- نخلستان تشنه (۱۳۶۸) - کارگردان و فیلم‌نامه‌نویس
- همه با هم (۱۳۶۵) - کارگردان و فیلم‌نامه‌نویس

### مجموعه تلویزیونی
مجموعه‌های تلویزیونی:
- «ما اهل مسجدیم» (مستند)
- «روی خط مرز» (مستند)
- «شب‌های رمضان» (مستند)
- «از کراچی تا پیشاور» (مستند)
- «گل‌های سرخ» (مستند)
- «حسین و زهرا» (مستند)
- «ما مرد جنگیم» (داستانی)
- «پروانه‌ها می‌نویسند» (داستانی)
- «مجموعه تلویزیونی چهل سرباز» (داستانی)[۴۵]
- چهل سرباز (کارگردان و نویسنده)